# 祥鳳號航空母艦
祥鳳（しょうほう）是大日本帝國海軍的航空母艦、祥鳳級航空母艦1號艦。前身為劍崎型潛水母艦一號艦劍崎。

## 概述
日本海軍因規避倫敦海軍條約中對航空母艦的限制，為了要能在戰時迅速改造成航空母艦，設計而成的燃料補給艦，便是祥鳳的前身「劍崎（つるぎざき）」。後來在建造中時變更計畫成為了潛水母艦，於1939年1月15日作為潛水母艦竣工。
竣工後隨即編入帝國海軍的橫須賀鎮守府，1939年2月5日編入第二艦隊屬下的第二潛水戰隊，主要於中國北部和南津方面活動。同年11月15日改編入第一艦隊屬下第二潛水戰隊，在中國南部和南洋繼續活動。
1940年11月15日，改為橫須賀鎮守府的第四預備艦，準備進行改造成航空母艦的工序，並於1941年12月22日改造完成，定名祥鳳（シヤウホウ）。同時艦艇類別等別表中的「劍埼型潛水母艦」被刪除。
1942年1月26日，編入第四航空戰隊。同年2月4日駛出橫須賀港，前往加罗林群岛中的特鲁克环礁輸送艦載機，又於3月7日駛往新不列颠岛拉包爾運送艦載機。
4月18日，為迎擊美軍機動部隊，又駛出橫須賀港，同月30日歸入從特鲁克环礁启航进攻莫尔兹比港的攻略部隊。
5月7日，參加珊瑚海海戰，因偵察機重重失誤，未能發現美軍航空母艦列星頓號及約克鎮號，於11時20分被炸彈及魚雷擊中而損壞了操舵裝置，只能直線前進。隨後再有13顆炸彈及7發魚雷命中了祥鳳號，終導致其於11時35分沉沒。839名船員中僅有203名生還，包括艦長伊澤石之介大佐。
隨後於5月20日除籍。

## 歴代艦長

### 艤裝員長
劍埼
1. 山下知彦 大佐：1935年6月1日 - 1935年10月7日
2. 大塚幹 大佐：1935年10月7日 - 1936年12月1日
3. 樋口曠 大佐：1936年12月1日 - 1937年5月20日
4. （兼）柿本権一郎 大佐：1937年5月20日 - 1937年6月15日（本務：高崎艤装員長）
5. 橋本愛次 大佐：1937年6月15日 - 1938年9月20日

### 艦長
劍埼
1. 橋本愛次 大佐：1938年9月20日 - 1938年11月20日
2. （兼）橋本愛次 大佐：1938年11月20日 - 1938年12月15日（本務：五十鈴艦長）
3. 福沢常吉 大佐：1938年12月15日 - 1939年11月15日
4. 伊藤尉太郎 大佐：1939年11月15日 - 1940年11月15日[24]
5. （兼）城島高次 大佐：1940年11月15日 - 1941年4月17日（本務：翔鶴艤装員長）
6. （兼）城島高次 大佐：1941年4月17日 - 1941年8月8日（本務：翔鶴艦長）
7. （兼）小畑長左衛門 大佐：1941年8月8日 - 1941年10月1日（本務：山城艦長）
8. 伊澤石之介 大佐：1941年10月1日 - 1941年12月22日

祥鳳
1. 伊澤石之介 大佐：1941年12月22日 - 1942年5月20日

## 關聯項目
- 大日本帝國海軍艦艇一覽